# ماریا د ناتی
ماریا د ناتی (اسپانیایی: María de Nati‎؛ زادهٔ ۱۱ ژوئن ۱۹۹۷) بازیگر اهل اسپانیا است.
از فیلم‌ها یا برنامه‌های تلویزیونی که وی در آنها نقش داشته‌است می‌توان به رئیس خوب و مادران، عشق و زندگی اشاره کرد.